# Bisaltes columbianus
Bisaltes columbianus är en skalbaggsart som beskrevs av Stefan von Breuning 1971. Bisaltes columbianus ingår i släktet Bisaltes och familjen långhorningar. Inga underarter finns listade.